# Canton de Ville-sur-Tourbe
Le canton de Ville-sur-Tourbe est un ancien canton français situé dans le département de la Marne et la région Champagne-Ardenne.

## Géographie
Ce canton était organisé autour de Ville-sur-Tourbe dans l'arrondissement de Sainte-Menehould. 

## Représentation

### Conseillers d'arrondissement de 1833 à 1940
Le canton de Ville-sur-Tourbe avait trois conseillers d'arrondissement.
| Période                                  | Période | Identité                            | Étiquette   | Qualité                                                        |
| ---------------------------------------- | ------- | ----------------------------------- | ----------- | -------------------------------------------------------------- |
| 1833                                     | 1836    | Claude Camus (1763-1844)            |             | Ecclésiastique, curé de Minaucourt                             |
| 1833                                     | 1836    | M. Legrand                          |             | Marchand de bois à Vienne-le-Château                           |
| 1833                                     | 1848    | Pierre Lambert-Lépagnol (1787-1854) |             | Cultivateur, maire de Sommepy                                  |
| 1836                                     | 1848    | Antoine Louis Devillers (1772-1850) |             | Huissier, maire de Vienne-le-Château                           |
| 1836                                     | 1848    | Jean Étienne Varoquier (1802-1889)  |             | Propriétaire, instituteur et cultivateur à Virginy             |
|                                          |         |                                     |             |                                                                |
| 1852                                     |         | M. Petit-Nolin                      |             |                                                                |
| 1852                                     |         | M. Marchand                         |             |                                                                |
| 1852                                     |         | M. Monfeuillart                     |             |                                                                |
|                                          |         |                                     |             |                                                                |
| 1889                                     | 1895    | M. Vernicourt                       | Républicain |                                                                |
| 1889                                     |         | Benjamin Maucourant                 | Républicain | Agriculteur, maire de Ville-sur-Tourbe                         |
| 1895                                     | 1910    | Henri François                      |             | Fabricant de bonneterie, adjoint au maire de Vienne-le-Château |
| 1895                                     | 1910    | Eugène Decorne                      |             | Cultivateur, maire de Tahure                                   |
| 1910                                     | 1919    | M. Hubert                           | Rad.        |                                                                |
| 1910                                     | 1919    | M. Roger                            | Rad.        |                                                                |
| 1910                                     | 1934    | Edmond-Alexandre Michel             | Rad.        | Marchand de bois, maire de Vienne-la-Ville                     |
| 1919                                     | 1934    | Paul-Auguste Noizet                 | Rad.        | Cultivateur à Gratreuil                                        |
| 1919                                     | 1934    | M. David                            | Rad.        |                                                                |
| 1934                                     | 1940    | Marcel Duhal                        | ARD         | Cultivateur à Ville-sur-Tourbe                                 |
| 1934                                     | 1940    | Alfred Pérard                       | ARD         | Maire de Minaucourt                                            |
| 1934                                     | 1940    | Léon Sage                           | ARD         | Adjoint au maire de Vienne-le-Château                          |
| Les données manquantes sont à compléter. |         |                                     |             |                                                                |

### Conseillers généraux de 1833 à  2015
| Période | Période      | Identité                                        | Étiquette                | Qualité |
| ------- | ------------ | ----------------------------------------------- | ------------------------ | --- |
| 1833    | 1841 (décès) | Vicomte Louis Tirlet                            | Majorité gouvernementale | Lieutenant-général, Pair de France Propriétaire à Fontaine Député (1827-1837)                                              |
| 1841    | 1848         | Baron Pierre Pérignon (beau-frère du précédent) | Centre gauche            | Vice-Président du Tribunal civil de Paris Député (1837-1849)                                                               |
| 1848    | 1852         | Anatole de Barthélemy                           |                          | Ancien Préfet, propriétaire à Malmy                                                                                        |
| 1852    | 1871         | Auguste Addenet                                 |                          | Procureur Impérial près le Tribunal civil de Sainte-Ménehould                                                              |
| 1871    | 1874 (décès) | Vicomte Eugène Tirlet (fils de L.Tirlet)        | Droite                   | Auditeur au Conseil d'État puis Sous-Préfet Ancien Député (1849-1851) Propriétaire à Fontaine                              |
| 1874    | 1883         | Jacques Alexandre Sénart                        | Droite                   | Président de chambre à la Cour d'appel de Paris                                                                            |
| 1883    | 1892         | Claude Gabriel Guillain                         | Droite                   | Notaire à Ville-sur-Tourbe                                                                                                 |
| 1892    | 1907         | Ernest Varenne                                  | Républicain              | Maire de Sommepy |
| 1907    | 1937         | Alfred Margaine                                 | Rad.                     | Ingénieur en chef des Ponts et Chaussées Député (1910-1941) Sous-secrétaire d'Etat (1932)                                  |
| 1937    | 1940         | Gaston Pérard                                   | ARD                      | Maire de Sommepy Nommé conseiller départemental en 1943                                                                    |
|         |              |                                                 |                          | |
| 1945    | 1976         | Robert Soudant                                  | MRP puis CD              | Agriculteur Maire de Sommepy-Tahure (1944-1973) Sénateur (1959-1974) Président du Conseil Général (1964-1972)              |
| 1976    | 2015         | Bernard Rocha (1941-2021)                       | DVD puis RPR puis UMP    | Chef d'entreprise Maire de Vienne-le-Château (1977-2014) Vice-Président du Conseil Général Conseiller régional (1982-1988) |

## Composition
Le canton de Ville-sur-Tourbe regroupait 17 communes et comptait 2 360 habitants (recensement de 1999 sans doubles comptes).
| Communes                        | Population (2012) | Code postal | Code Insee |
| ------------------------------- | ----------------- | ----------- | ---------- |
| Berzieux                        | 83                | 51800       | 51053      |
| Binarville                      | 124               | 51800       | 51062      |
| Cernay-en-Dormois               | 126               | 51800       | 51104      |
| Fontaine-en-Dormois             | 21                | 51800       | 51255      |
| Gratreuil                       | 34                | 51800       | 51280      |
| Malmy                           | 34                | 51800       | 51341      |
| Massiges                        | 55                | 51800       | 51355      |
| Minaucourt-le-Mesnil-lès-Hurlus | 67                | 51800       | 51368      |
| Rouvroy-Ripont                  | 2                 | 51800       | 51470      |
| Saint-Thomas-en-Argonne         | 51                | 51800       | 51519      |
| Servon-Melzicourt               | 114               | 51800       | 51533      |
| Sommepy-Tahure                  | 539               | 51600       | 51544      |
| Vienne-la-Ville                 | 176               | 51800       | 51620      |
| Vienne-le-Château               | 625               | 51800       | 51621      |
| Ville-sur-Tourbe                | 187               | 51800       | 51640      |
| Virginy                         | 79                | 51800       | 51646      |
| Wargemoulin-Hurlus              | 43                | 51800       | 51659      |

## Démographie
| 1962  | 1968  | 1975  | 1982  | 1990  | 1999  | 2009 |
| ----- | ----- | ----- | ----- | ----- | ----- | ---- |
| 2 463 | 2 754 | 2 561 | 2 467 | 2 423 | 2 360 | -    |